# Tidiga storblommiga klematisar
Tidiga storblommiga klematisar (Clematis Tidiga Storblommiga Gruppen) är en grupp i familjen ranunkelväxter. Denna grupp innehåller sorter med blommor ca 10–20 cm i diameter. Dessa kan vara enkel- eller fylldblommiga. Dessa bildas ofta både på fjolårsskotten på försommaren och på årsskotten senare på säsongen och plantan blommar således två gånger per säsong.
Gruppen har tidigare delats in i andra grupper som Fortunei-Gruppen, Jackmanii-Gruppen, Lanuginosa-Gruppen och Patens-Gruppen.

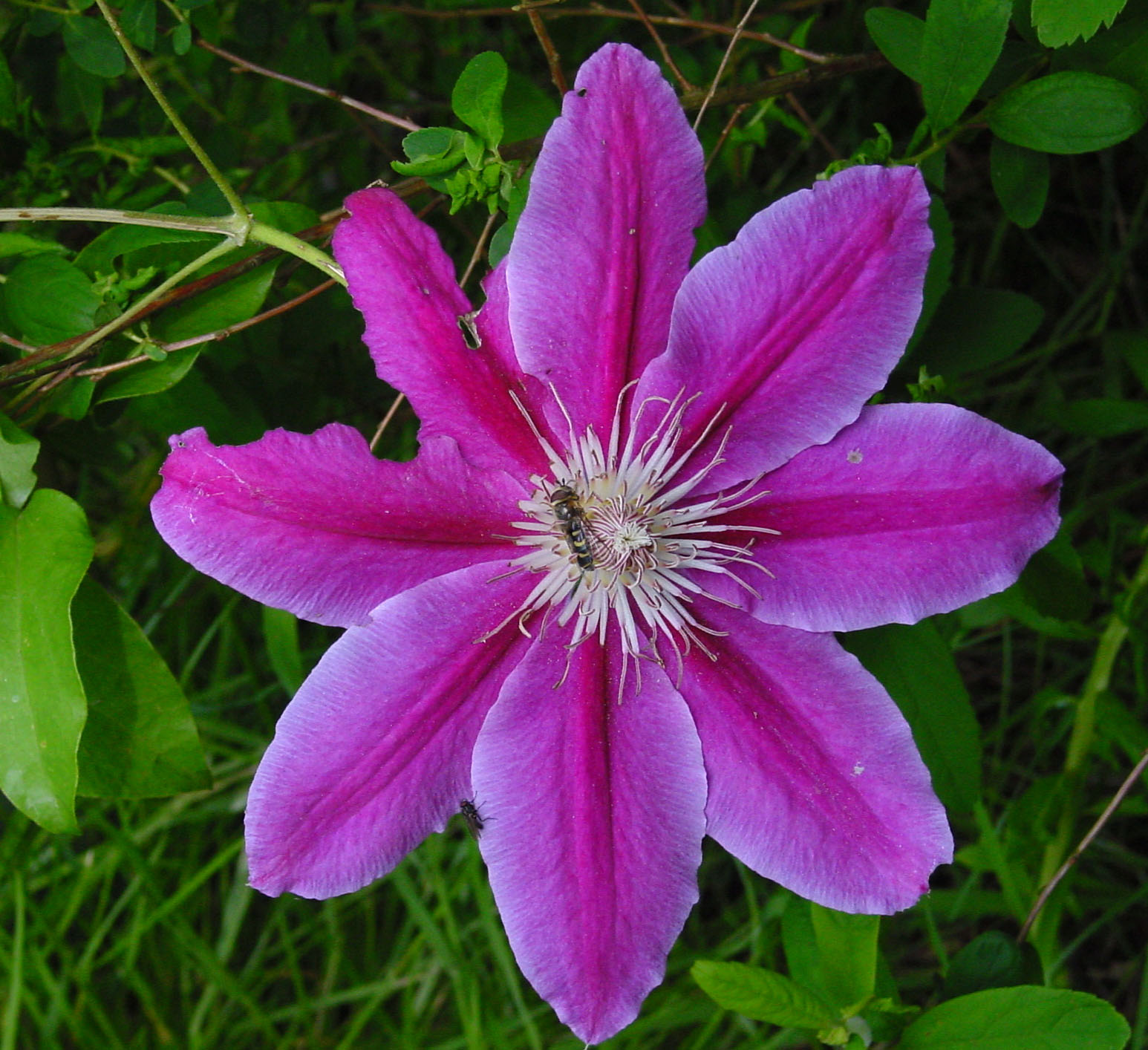
'Dr. Rüppel', Ruppel 1975
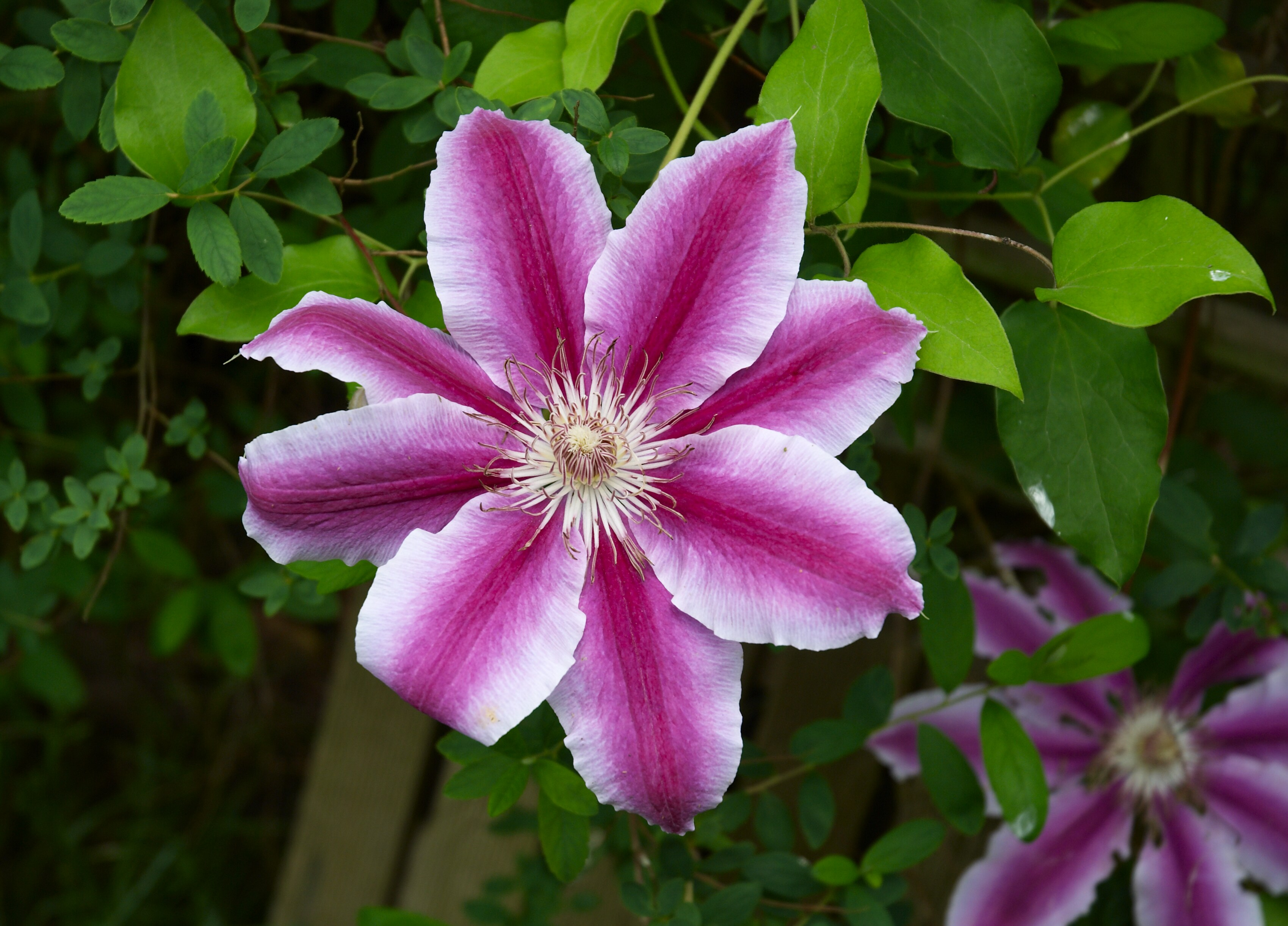
'Dr. Rüppel', Ruppel 1975
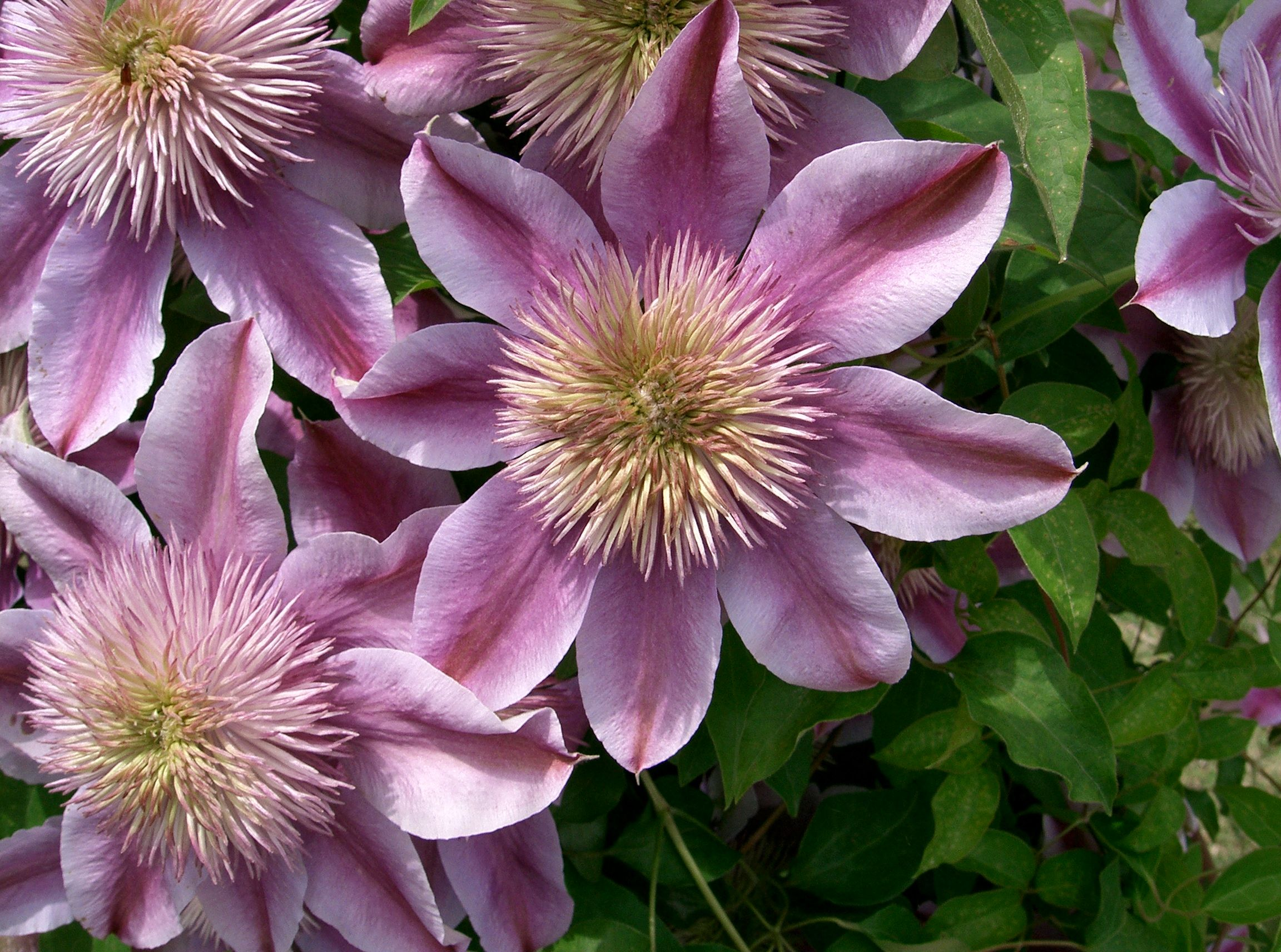
'Evijohill' JOSEPHINE, Mrs J. Hill 1980
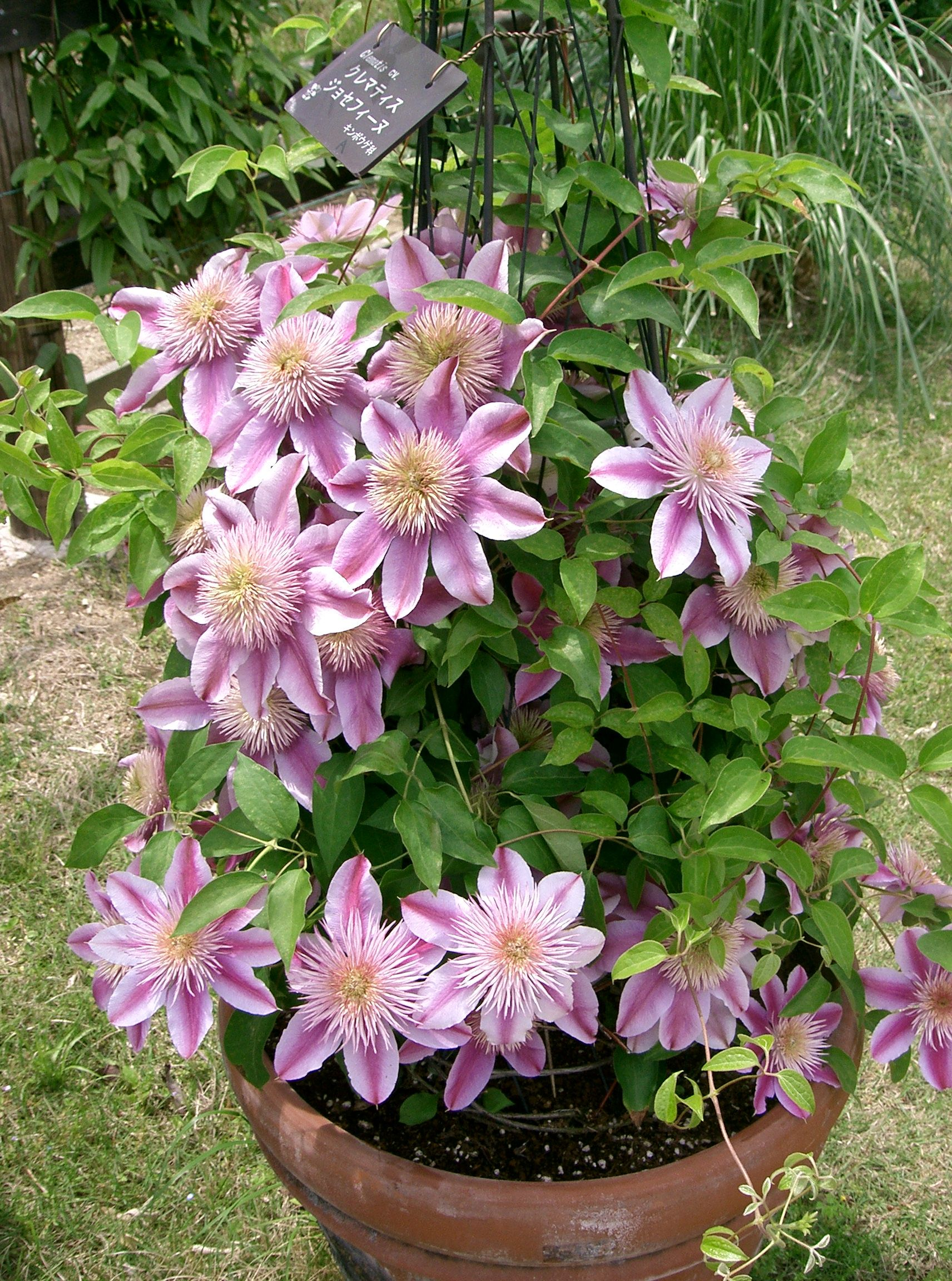
'Evijohill' JOSEPHINE, Mrs J. Hill 1980
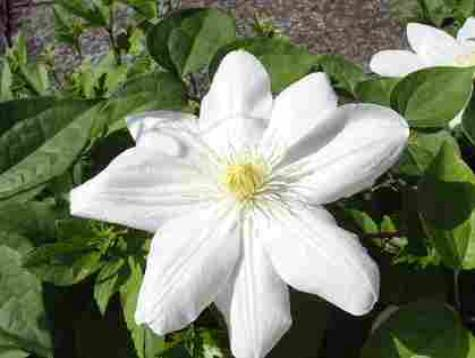
'Mevrouw Le Coultre', Boisselot 1867
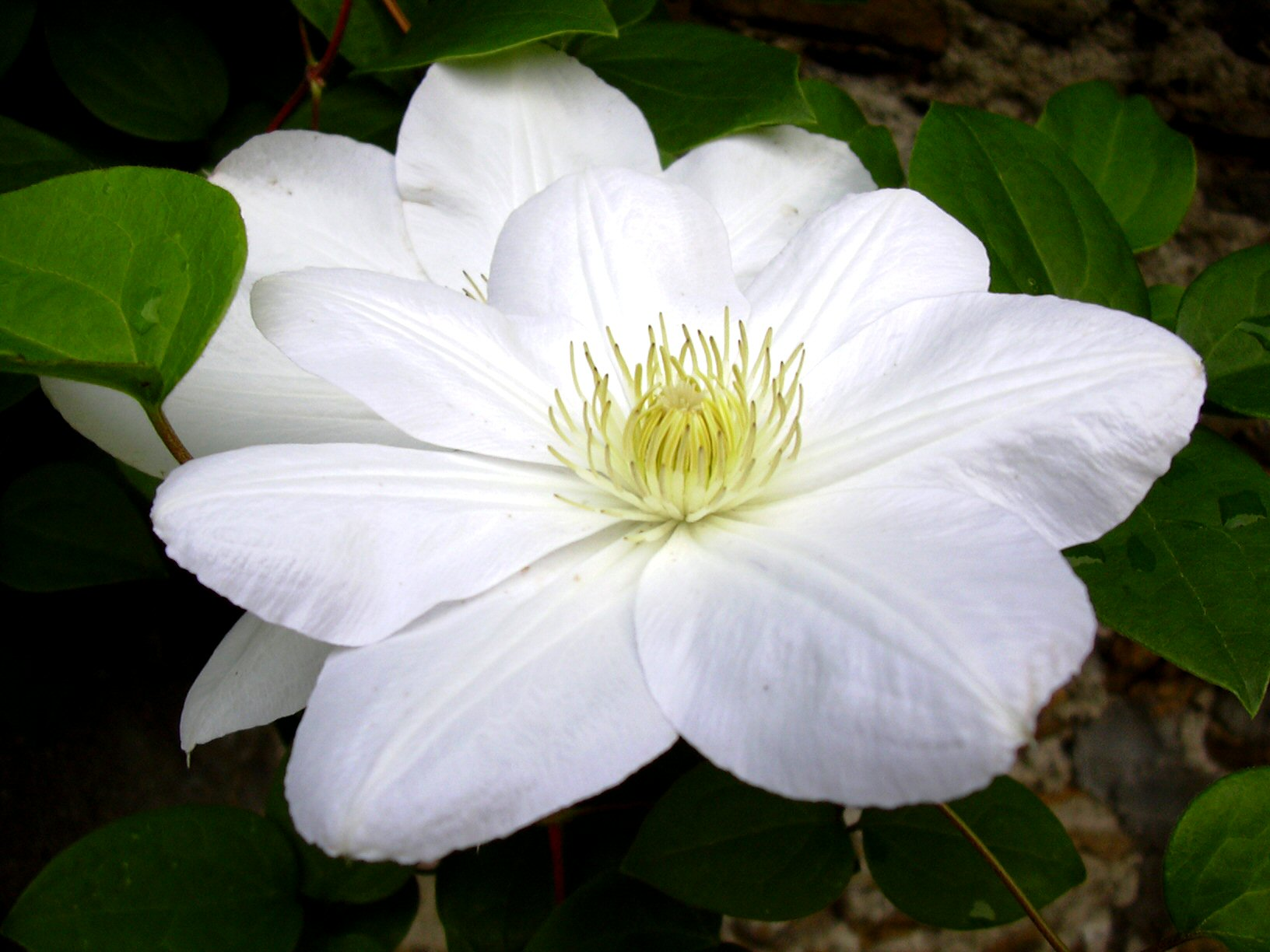
'Mevrouw Le Coultre', Boisselot 1867
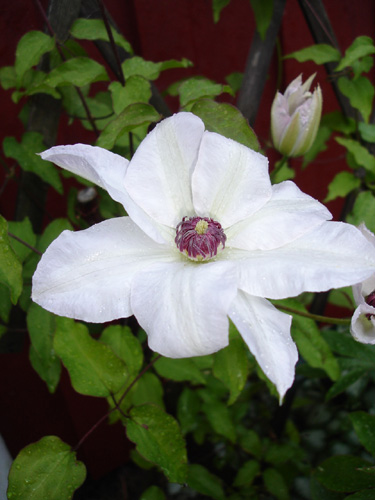
'Miss Bateman', Charles Noble 1869
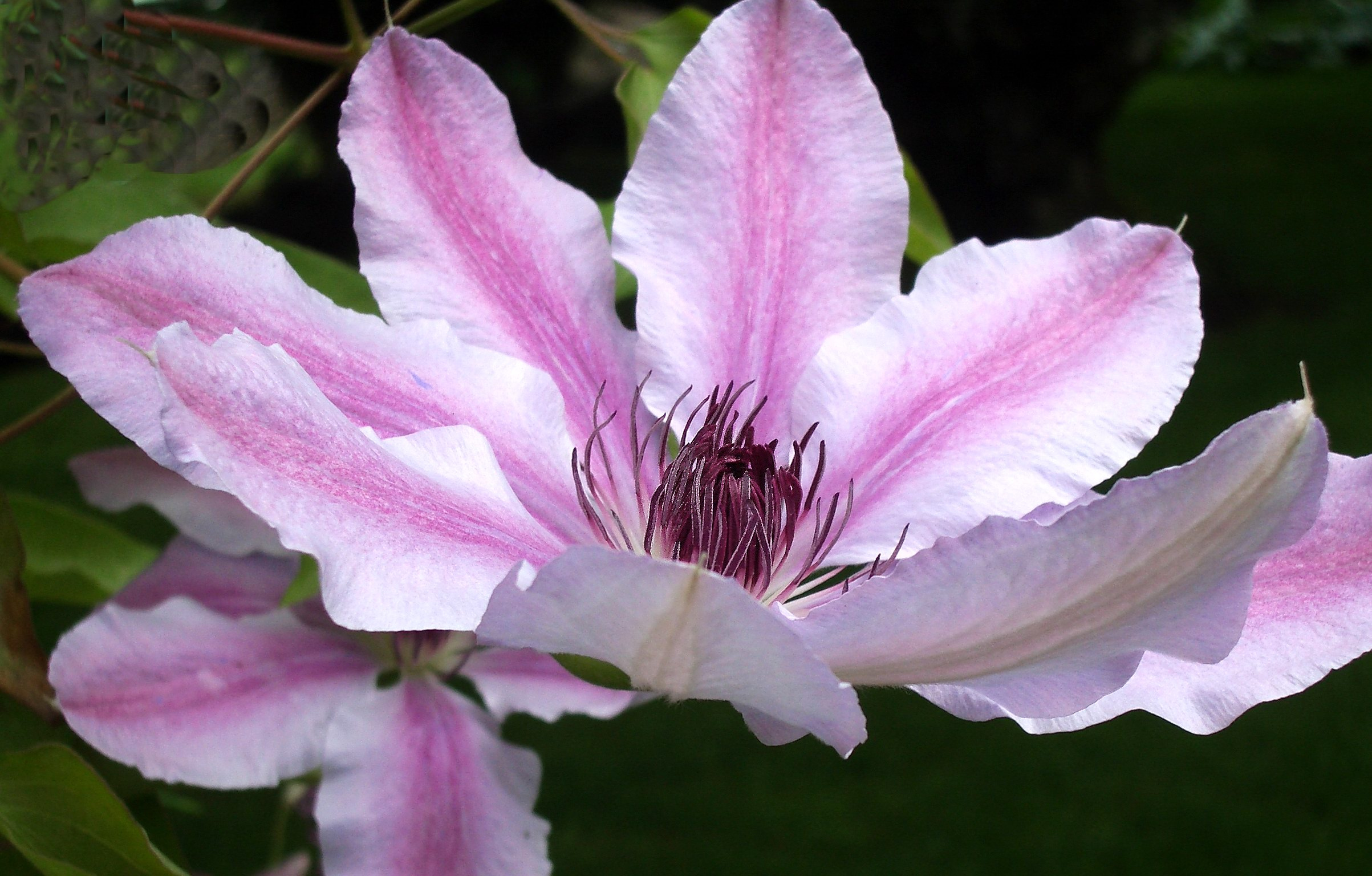
'Nelly Moser', Moser 1897
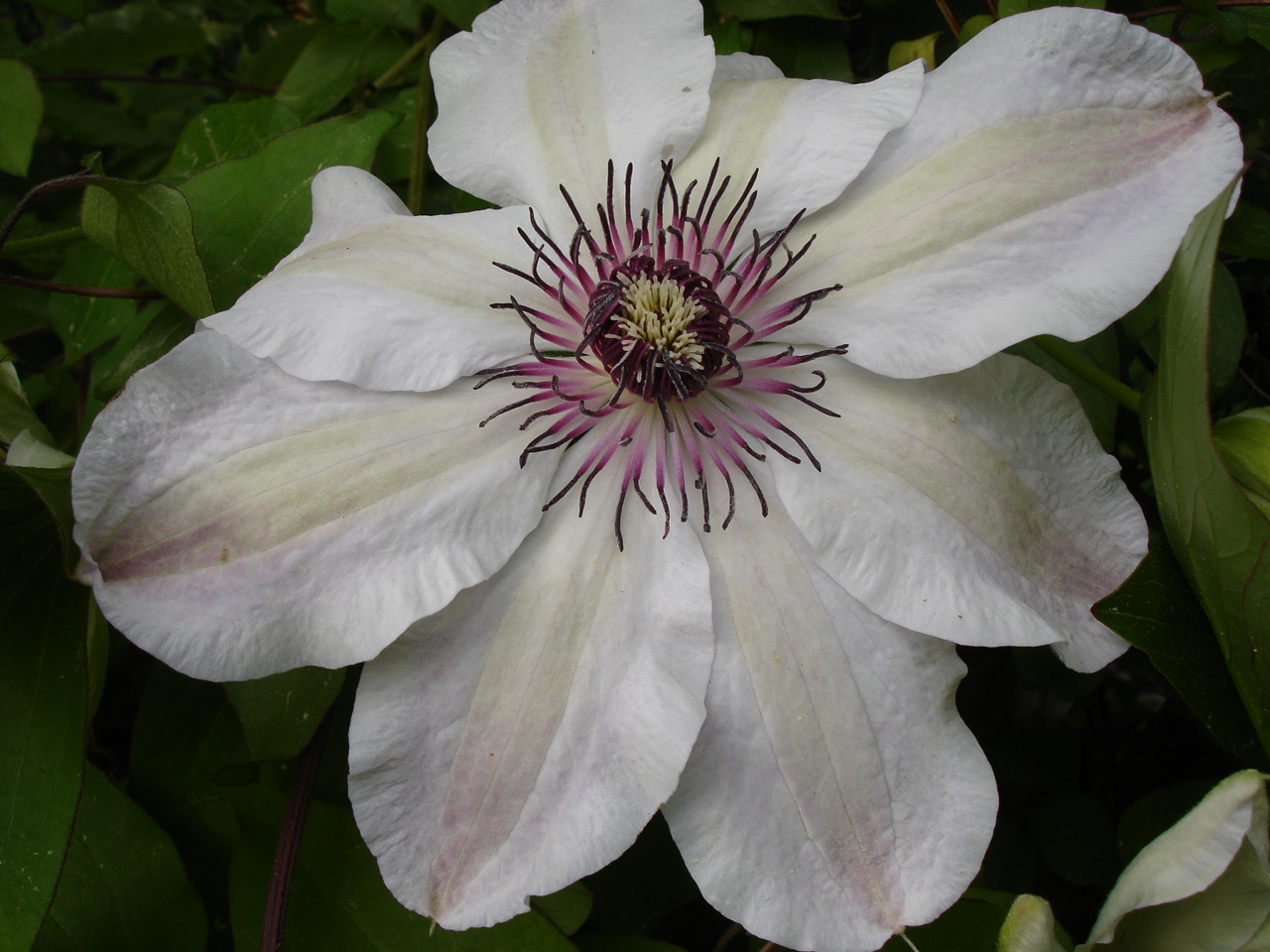
'Otto Froebel', Lemoine 1865
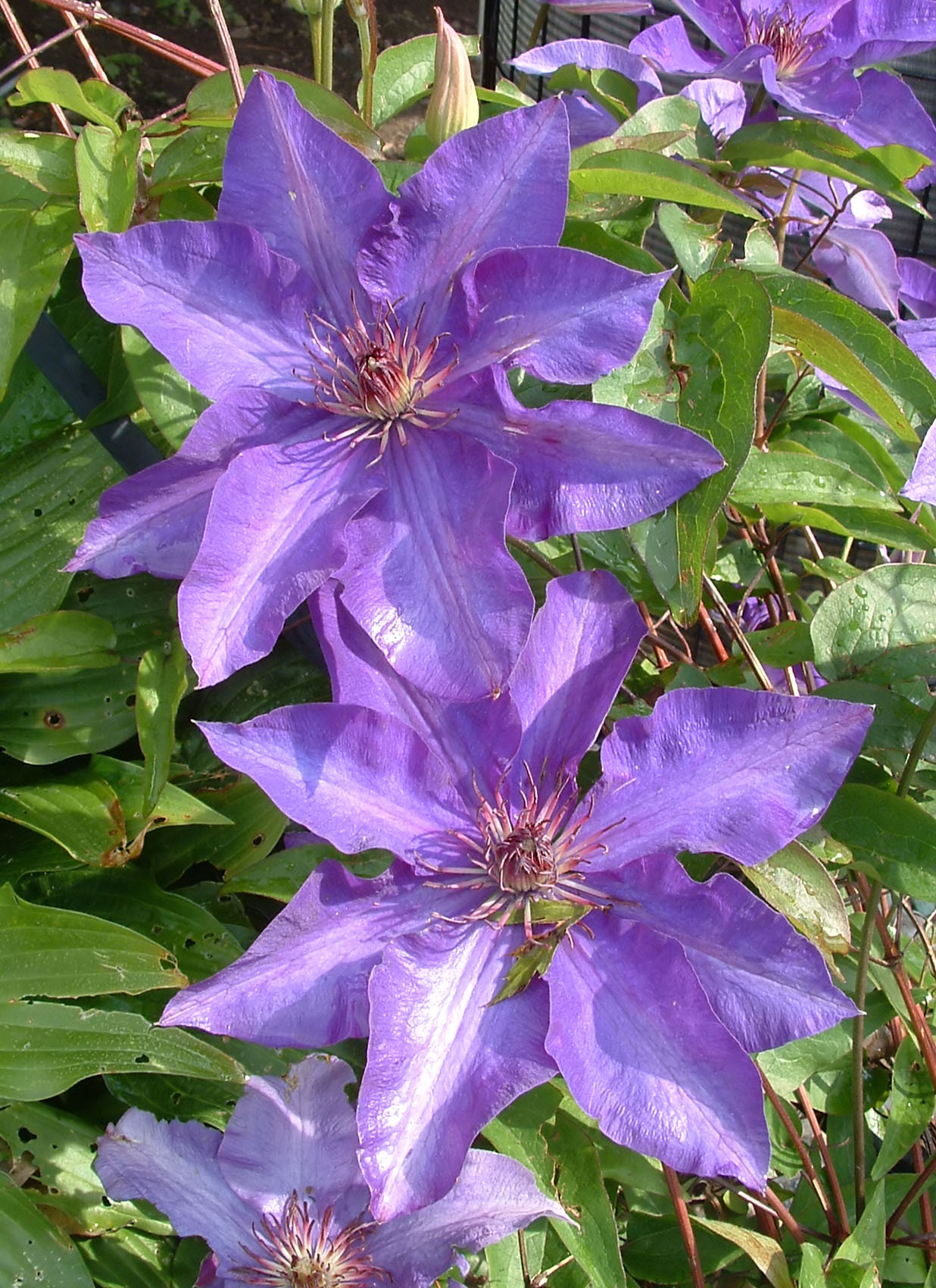
'The President', Charles Noble 1873